# Sifu
Sifu (師傅 lub 師父; Pinyin: shīfu, kant.: si1 fu6, wiet. : Sư phụ) – chiński termin, tradycyjnie oznaczający „mistrza” lub „nauczyciela”. We współczesnej mowie potocznej określenie to przyjmuje jednak szerszy zakres znaczeniowy.
Na Zachodzie termin stał się popularny dzięki adeptom chińskich sztuk walki. Ponieważ większym zainteresowaniem cieszą się tzw. style południowe, termin jest częściej spotykany w lekcji kantońskiej - sifu (wym. „syfu”), a nie mandaryńskiej shifu (wym. „szyfu”).

## Geneza i użycie tradycyjne
Znak „shī” (師) oznacza “nauczyciela”. W przypadku drugiego członu terminu - „fu”, występuje oboczność. Znak 傅 oznacza  “wychowawcę”, a 父 “ojca”. 
Terminem sifu/shifu to tradycyjnie sposób, w jaki uczeń lub praktykant itd. zwracał się do swojego nauczyciela i/lub przełożonego. W czasach starożytnych był to także zamiennik niektórych tytułów dworskich, jak m.in. 太师 (taishi), 太傅 (taifu), 少师 (shaoshi), 少傅 (shaofu). 
W ten sposób tytułowano też mnichów i mniszki z klasztorów buddyjskich oraz taoistycznych. „Mistrzami” nazywano również artystów i rzemieślników, np. malarzy i kaligrafów. Z tego powodu tytułu używali również eksperci sztuki walki.  
W północnych językach mandaryńskich używa się podobnego terminu  老師 lǎo shī (kant. lou5 si1), oznaczającego „(starszego) nauczyciela”.  

## Codzienne użycie
W Chinach kontynentalnych termin sifu/shifu jest obecnie używany do zwracania się do przedstawicieli rozmaitych profesji, od nauczycieli, przez kierowców, kucharzy, mnichów, budowlańców, aż po malarzy i kaligrafów. Termin wyraża szacunek wobec cudzych umiejętności zawodowych i odpowiada mniej więcej polskiemu tytułowi „pan”.
We współczesnym slangu Chińczycy szeroko posługują się terminem sifu/shifu, aby nawiązywać lepsze guanxi z nieznajomymi, np. taksówkarzami. W tym kontekście można go tłumaczyć jako polskie „szefie” albo „kierowniku”.